# Låutåkjaure (Arjeplogs socken, Lappland, 737062-163104)
Låutåkjaure är en sjö i Arjeplogs kommun i Lappland och ingår i Piteälvens huvudavrinningsområde. Sjön har en area på 0,263 kvadratkilometer och ligger 536 meter över havet. Låutåkjaure ligger i Udtja Natura 2000-område. Sjön avvattnas av vattendraget Suoinakjåkkå.

## Delavrinningsområde
Låutåkjaure ingår i det delavrinningsområde (737250-163193) som SMHI kallar för Utloppet av Låutåkjaure. Medelhöjden är 574 meter över havet och ytan är 27,69 kvadratkilometer. Räknas de 3 avrinningsområdena uppströms in blir den ackumulerade arean 94,74 kvadratkilometer. Suoinakjåkkå som avvattnar avrinningsområdet har biflödesordning 2, vilket innebär att vattnet flödar genom totalt 2 vattendrag innan det når havet efter 217 kilometer. Avrinningsområdet består mestadels av skog (44 procent) och sankmarker (52 procent). Avrinningsområdet har 0,47 kvadratkilometer vattenytor vilket ger det en sjöprocent på 1,7 procent.